# Drimiopsis fischeri
Drimiopsis fischeri är en sparrisväxtart som först beskrevs av Adolf Engler, och fick sitt nu gällande namn av Brita Stedje. Drimiopsis fischeri ingår i släktet Drimiopsis och familjen sparrisväxter. Inga underarter finns listade i Catalogue of Life.